# Bernartice (Boêmia do Sul)
Bernartice é uma comuna checa localizada na região da Boêmia do Sul, distrito de Písek.